# فرانسيس سودنيكا
فرانسيس سودنيكا (بالإسبانية: Francys Sudnicka)‏ (من مواليد 9 ديسمبر 1979 في فالنسيا، فنزويلا) عارضة أزياء بولندية فنزويلية، وتشتهر بأنها ثاني متسابق سابق في مسابقة ملكة جمال فنزويلا (بعد ناتاشا بورجر) لتفوز بحق تمثيل دولة أخرى في مسابقة ملكة جمال الكون، مثلت سودنيكا الجالية البولندية في فنزويلا في مسابقة ملكة جمال بولونيا لعام 2005. تم تعيين الفائز في المسابقة لملكة جمال العالم بينما تم تعيين سودنيكا، الوصيفة الأولى، ممثلاً لملكة جمال الكون في بولندا.

## نشأتها
ولدت في مدينة فالنسيا، فنزويلا، وعاشت في بولندا حتى سن المراهقة. ثم عادت إلى فنزويلا لمتابعة المسابقة، قبل أن تعود إلى بولندا إلى الأبد.
ولد فرانسيس مايلا سودنيكا في 9 ديسمبر 1979 في فالنسيا، فنزويلا. من خلال أصول عائلتها البولندية، تمكن والدا سودنيكا من الانتقال إلى بولندا معها عندما كان عمرها عامين. ذهبت سودنيكا إلى المدرسة في بولندا وعاش هناك حتى سن المراهقة. على الرغم من ذلك، لم تفقد أبدًا الجنسية الفنزويلية، وبالتالي كانت قادرة على تمثيل فنزويلا في مسابقة ملكة الجمال. لهذا الغرض، عاد سودنيكا مؤقتا إلى فنزويلا في عام 2002.

## حياتها الشخصية
يحمل سودنيكا الجنسية البولندية والفنزويلية على حد سواء. وهي تتحدث البولندية والإسبانية والإنجليزية بطلاقة، بعد أن قابلت راقص ومصمم الرقص البولندي المحترف لوكاس تشارنيتسكي في برنامج الرقص مع النجوم، بدأت علاقة معه، في عام 2011 ، ولدت ابنة الزوجين، فرانسين. كانوا يعيشون في غدانسك.